# Скайпкастинг
Скайпкастинг — це голосова розмова записана за допомогою популярної програми Скайп і поширена переважно засобами подкастингу. С. часто називають скорочено скайпкаст.
Програма Скайп поширення голосу через популярний Міжмережевий протокол запустила у 2006 році спеціалізований додаток Скайпкаст Бета, який дозволяє зв'язок у режимі телеконференції до 100 користувачів одночасно. У стандартному вікні Скайп можна додавати публічні відкрити до вільного приєднання конференції (в режимі Live). Запис програми і завантаження файлів можна здійснювати за допомогою додатку Скайп Памела.
1 вересня 2008 року Skype ухвалило рішення закрити телефонні конференції Skypecasts у найближчому майбутньому.
На серпень 2009 року Skypecasts недоступний.
Skype сподівається, що зможе випустити новий покращений продукт Skypecasts у недалекому майбутньому.